# Radosław Sobolewski
Radosław Sobolewski (Białystok, 1976. december 13. –) lengyel válogatott labdarúgó.
A lengyel válogatott tagjaként részt vett a 2006-os világbajnokságon.

## Sikerei, díjai
Wisła Kraków
- Lengyel bajnok (3): 2004–05, 2007–08, 2008–09, 2010–11

Dyskobolia Grodzisk Wielkopolski
- Lengyel kupa (1): 2004–05